# I'll
『I'll』（アイル）は、浅田弘幸による日本のバスケットボール漫画作品、およびそれを原作としたOVA。『月刊少年ジャンプ』（集英社）において、1995年から2004年まで連載された。単行本は全14巻。2002年にはファンブックも発売された。
ギャグ要素が多く、「バスケット以外のストーリー」が比較的多いのが特徴で、また湘南地域の実在の地名が多数出てくる。また、連載時期は現在とバスケットボールのルールが大きく異なるため注意が必要である

## あらすじ
ハチャメチャで、わがままで、自分勝手な主人公「立花　茜」
彼は中学校のバスケ部に所属するも、その退屈さに呆れてしまい、高校ではカレー部に入部する。
バスケ一家の次男として将来が期待される家庭で育った「柊　仁成」
彼もまた、自分の置かれた環境を嫌がり、高校ではバスケから離れる決意をする。
偶然にも同じ高校に進学した2人が出会い、その才能に目を付けたバスケ部の監督は2人に入部を勧める。
バスケをしたい人、したくない人、したくてもできない人、その様々な仲間が集う「国府津高校バスケットボール部(KKBC)」の、短い3年間のストーリー
- KKBC入部まで
  - 中学最後の試合でもトラブルを起こした立花と柊が、偶然にも同じ高校へ進学していた。お互いにバスケは辞めたはずであったが、立花の幼馴染である菫と、柊の元家庭教師でありバスケ部顧問の峰藤の手引きにより入部。柊の入部を後押しするために企画した練習試合の相手は、柊の父親が監督を務める葉山崎高校であった。
- 東本とユウの加入。山崎の復帰。
  - 東本もまた、中学時代のトラブルを引きずっていた。その現場をたまたま目撃した立花は、事態を収拾させつつも東本を部活に誘う。さらにKKBCのキャプテン山崎は、故障によりバスケ選手を諦めそうになっていたが、真面目に部活をしない立花を見て突っかかるが、逆に自身を更生させられる。そんな折、転校生としてやってきたユウは、山崎に父親の面影を重ねて近づく。その目立つ外見からトラブルに巻き込まれ拉致されるが、KKBC総員で救出。
- 国体選抜～葉山崎戦
  - チームが順調に機能し始めた中、立花は柊に対抗して秘密特訓を開始する。そんな秘密を知る由もない柊は勘違いし、国体メンバーに選抜されたまま別の高校にスカウトされそうになる。立花と決別するのか苛まれる中で組まれた国府津との練習試合で、柊は真意を確認する。絆を深めたKKBCは万全の布陣で葉山崎高校との公式戦に臨む。
- ケガからの再起
  - 葉山崎との試合後、何気ない時間の中で突然、立花を不慮の事故が襲う。一時は脚を切断することも覚悟しなければならなかったが、柊一家の計らいにより治療方法が見つかる。しかし、そのためには遠く離れた長崎の病院に行かなくてはならないのだった。またバスケをするために、立花は転校を決意するのだった。立花不在のKKBCは着実に成長し、インターハイにまで出場する。その準決勝での対戦相手には、ケガを乗り越えた立花の姿があるのだった。

## 登場人物

### 国府津高校(CKBC)

#### バスケットボール部関係者
立花茜（たちばな あかね）
声 - 金子昇
二宮北中→国府津高校男子バスケットボール部所属→音琴浦高校 1年生 173センチ PF 背番号14 血液型O型
　小学校4年生の頃、近所に住んでいた高柳学とともにミニバスを始める。中学入学後は部活のしがらみに嫌気が差して中学卒業とともにバスケをやめるつもりだったが、中学最後の練習試合で柊仁成のプレーに触発される。その後国府津高校で柊と再会。柊を超えることを目標とし、バスケを続けることになる。
　身体能力が非常に高く、特に跳躍力は「野生動物並み」でダンクもできるほど。チームでのポジションはPFであるが、ポストプレーからの得点機会は少なく、身体能力を生かしたランニングプレーを得意とする。小畑曰くアーティスティックなタイプのプレーヤー。好きな食べ物はカレーと焼きはまぐり。当初はカレー部に仮入部していた。気合いが乗ると「アチョー！」と叫ぶ。
　自由奔放な性格からバスケに対して真面目に取り組んでいない印象を受けるが、本人はいたって真剣。それが原因で周囲と衝突することもあったが、柊を含む国体補欠選手の選抜合宿チームとの練習試合で和解する。葉山崎戦ではファウルトラブルに陥るが、覚醒した後半では猛追の中心となった。
3年生引退後の練習試合に向かう際に、交通事故に巻き込まれて橋から転落。脚の切断を覚悟するほどのケガを負ったが、最先端の治療を受けるために長崎県の音琴浦高校に転校。2年後のIH準決勝で国府津メンバーと再会する。
柊仁成（ひいらぎ ひとなり）
声 - 神谷浩史
六角橋一中→国府津高校男子バスケットボール部所属。1年生 172センチ SF→PG 背番号9 血液型A型
　バスケの名門校の監督の父と全日本の代表選手の兄を家族に持ち、「サラブレッド」といわれていたが、中学時代、「柊Jr」「柊弟」といわれ自分を見てくれないチームメイトに嫌気が差し、干渉する父や兄に反発する形でバスケを捨てようと考えていた。
　中学最後の練習試合で途中出場し、立花とマッチアップ。肘打ちを食らわして乱闘騒ぎを引き起こすも、高校で立花と再会。元々の知り合いであった顧問の峰藤に促されバスケを続けることになる。バスケットセンスは超一流。色素が薄い。
　コミュニケーションが苦手で、無愛想な態度をとることも多いが、国府津でプレーすることで「柊Jr」ではなく「柊仁成」としてバスケができる自分の場所を見つけた後には、感情を表に出すようになった。
　1年時のIH予選後には国体補欠選手選抜合宿に呼ばれ、立花と同じプレーをする高柳と出会う。立花との考えのズレを感じていたことから剣崎高校に転校してバスケをすることも考えるが、国府津メンバーと敵として戦った練習試合の中で、国府津が自分の居場所であることを再確認した。
　葉山崎戦ではPGにコンバートし、高岩のマークに苦しみながらも後半には立花の潜在能力を開花させる。
立花が選手生命を危うくするケガを負った際には、一見冷めたような態度をとっていたが、誰よりも立花のためを思い、長崎の病院を紹介するよう賢人に頼む。2年後にはキャプテンとしてチームをIH準決勝に導いた。
山崎義生（やまざき よしき）
声 - 三木眞一郎
国府津高校男子バスケットボール部所属。3年生 キャプテン 181センチ C 背番号4
1年の時に試合で膝に大ケガをしてしまい長期休部を余儀なくされる。家庭の事情から大学には行かないことを決めており、高校生活でバスケが最後となっていた。卒業までに完治は無理だと診断されるが、バスケへの思いは人一倍強くバスケを諦めきれずにいた。
立花がバイト先の店を訪れた際には、バスケに対する姿勢に真剣さが感じられない立花に対して苛立ちをぶつけ、自ら挑んだ1on1でラフプレーを繰り返すが、逆に立花に諭されて自分の状況を受け止める覚悟を決めた。ケガを抱えながらもIH予選の地区大会3回戦から復帰する。
大家族の生活費を稼ぐためにレッドバーンズ（ストリートバスケホール&レアスニーカーショップ）でアルバイトをしている。ケガをする以前はエースとして活躍していたが、復帰後は積極的に点を取ることはせず、ディフェンスやスクリーンアウトでチームのゴール下を支える。時折見せるダンクシュートはチームに勢いをもたらす。チームの精神的支柱でもある頼れるキャプテン。
葉山崎戦では痛み止めを打ち序盤活躍するが、ファウルトラブルを起こした立花のカバーなどで負担が増大。後半で遂に膝が限界を迎え、立花にチームを託して無念の交代となった。引退後はレッドバーンズに就職する。2年後のIH準決勝では観客席で応援している様子が見られる。
東本彰彦（はるもと あきひこ）
声 - 吉水孝宏
平塚北中→国府津高校男子バスケットボール部所属。1年生 177センチ SG 背番号11
オールバックに口髭を生やした渋い外見。中学時代チームメイトだった原田徹に試合中の接触でケガを負わせてしまい、その罪悪感からバスケをやめてしまう。その後不良となった原田に治療費と称して金を渡すなどしていたが、高校で出会った立花茜に諭されて和解し、原田と共にバスケを続けることを決意する。IH予選の地区大会3回戦で初出場し、当初はブランクを感じさせたが、その後はスタメンとして定着した。超クイックリリースのスリーポイントシュートを得意としており、そのシュート能力は非常に高い。自称「ビッグマグナムヒゲダンディ」。
葉山崎戦ではフェイダウェイも披露し、後半は気合が入ったプレーで成瀬を押さえた。物語序盤では菫に好意をよせていたが、葉山崎戦後には堀井美加と付き合っている様子が見られる。
金本浩二（かねもと こうじ）
声 - 斎賀みつき
国府津高校男子バスケットボール部所属。3年生 171センチ キャプテン代理 PG→SF 背番号7
1年生の頃から努力家だったが、少しも上達せず先輩のシゴキにより殴られたりすることもあってバスケをやめようとしていた。しかし、マネージャーの桜井美紗の励ましもあってバスケを続ける決意をする。その後桜井が病気によって亡くなるが、悲しみを乗り越え3年時では副キャプテンを務めるほどになった。今でも桜井のくれたパーカーを大切にしている。
当初は（キャプテン）代理と呼ばれ、峰藤にお茶汲みなどの雑用をやらされることが目立っていた（その後もチームメイトからは「代理」と呼ばれ続けている）が、芯がしっかりしておりチームのまとめ役となっている。個性豊かなチームを山崎と共に支えている副キャプテン。立花や柊と共に練習する中でディフェンス力とスタミナを向上させ、特にスティール力は高く評価されている。献身的なプレーでチームの裏方として活躍する。
葉山崎戦では柊のPGへのコンバートに伴い自身はSFを務め、落ち着いたプレーで柊のゲームメイクを助ける。これが金本を侮っていた葉山崎には効果てきめんで、主に山崎とのコンビプレーで大奮戦を演出した。引退後は大学入試に励む。2年後のIH準決勝では観客席で応援している様子が見られる。
渋谷修身（しぶや おさみ）
声 - 私市淳
高座渋谷中→国府津高校男子バスケットボール部所属。2年生 177センチ 次期キャプテン PF（控え） 背番号5
シックスマンとしてPFまたはCを務める。実力はそこそこだが個性豊かすぎる1年生トリオに押され気味。キャプテン山崎から「返事無し！」を伝統として受け継ぐ。2年後のIH準決勝では観客席で応援している様子が見られる。
葉山崎戦では怪我が悪化した山崎に代わって途中出場。さすがに全国レベルの相手には通用せず苦しんだが、スクリーンやダブルチームで貢献する姿も見られた。山崎・金本引退後の新チームではポイントゲッターとして活躍している。
峰藤京子（みねふじ きょうこ）
声 - 久川綾
国府津高校教諭。男子バスケットボール部顧問。酒好きの29歳。学生時代にガードとして代表選手に選ばれたこともある。小学校時代の柊の家庭教師でもあった。バイクに悪戯され大けがを負うも、昔馴染みの近藤と出会い、その後結婚をする。
芳川菫（よしかわ すみれ）
声 - 柚木涼香
国府津高校女子バスケットボール部所属。血液型A型。立花とは生まれたときからの幼馴染で、よく堀井と共に男子バスケ部の応援に駆け付ける。昔は泣き虫で近所の子供に泣かされていた。なにかとモテる。選手としてはお世辞にも向いているとは言い難く、一時は退部も考えたが立花の励ましもありバスケを続けた。
堀井美加（ほりい みか）
声 - 小林沙苗
国府津高校女子バスケットボール部所属で、立花・芳川らとは中学校からの親友。東本に3Pを伝授してもらい「ミカスリー」デビューする事を目論んでいるらしい。
桜井美紗（さくらい みさ）
金本・山崎が1年の時の国府津高校男子バスケットボール部マネージャーであり、2人とは同学年。金本と両想いだったが気管支の病気により、高校入学後3か月で他界。
佐伯＝ユウ・アングラード（さえき ユウ アングラード）
国府津高校男子バスケットボール部マネージャー。2年生。
ハーフのため、また小学生時に万引きの冤罪をかけられた後に、弁明に向かった父親が死亡した経験から「目立つ」ということがコンプレックスだった。
時折メカメカしい動きをすることがある。脅迫事件の解決に携わり、父親に似ている山崎には思うところがあるらしく、引退後も親しくしている様子が描かれている。

#### その他の人々
朝倉砂紀（あさくら さき）
国府津高校2年生。ギタリストとしてプロ級の腕前を持っており、所属しているバンドを抜けて新しいバンドでのデビューが決まっていたが、自身は自分のバンド仲間を大切に思っていたためその話を断る。しかし大切に思っていた仲間に裏切られ、夢を失ってしまう。峰藤のバイクに悪戯をしたのはそのバンドメンバーであり、バスケ部メンバーとモメている所に偶然現れ、立花の腕をナイフで傷つける。
バスケ部と関わるうちに熱さを取り戻し、行きつけのライブハウスでかつて活動していた近藤とバンドを組んだ。バンド名はローリングエンジェルズ。2年後にはインディーズではあるが有名になっているようである。
近藤有季（こんどう ゆうき）
声 - 佐藤浩之
国府津高校臨時教諭。峰藤とは高校時代の同級生。かつてはギタリストとしてメジャーデビューを目指していたが、教師免許を取り国府津に帰郷した。朝倉とバンドを組む。
高校時代、峰藤の友人と付き合っていたが自分達の本当の気持ちに気付いてしまい、その結果トラブルとなり疎遠になってしまう。友人とはその後和解し、2年後では峰藤と結婚している。

### 葉山崎高校

#### バスケットボール部関係者
高岩覚司（たかいわ さとる）
葉山崎高校男子バスケットボール部所属→手塚学院大学。2年生　184センチ　PG　背番号4
強豪葉山崎において1年時から将来を期待されるエースガード。練習試合に遅れたり、練習をサボったりと不真面目な点は多いがチームメイトや監督からの信頼は厚い。ゲームメイクが抜群でパスが上手いチームリーダーであり、ディフェンスにも優れたオールラウンダー。山崎とは客として訪れたレッドバーンズで知り合い、違う学校ながらも先輩として山崎を慕っている。
美濃輪鉄朗（みのわ てつろう）
葉山崎高校男子バスケットボール部所属→印殿場大学？。2年生　176センチ　PF　背番号7
入学当初は2軍で雑用と基礎ばかりやらされ自らを「ロットン（腐ってる）」等と呼称するほどに腐っていたが、井上に触発されて髪型をロック風に変え心機一転。中学時代は控えながらも葉山崎のスタメンまで登りつめた。スタメンの中では一番身長が低いにもかかわらず、パワーを生かしたポストプレー・リバウンドを武器とし豪快なダンクも見せる。短気な面があり、勝負を意識するあまり時に周りが見えなくなってしまうのが欠点だが、ディフェンスでも立花をファウルで追い込むなどスキルは高い。性格が正反対な成瀬とは非常に仲が悪いが、苦しい二軍時代を経験してきた同士である事はお互い認めている。
国府津戦では立花の弱点（レイアップシュートでしか得点できない）を見抜き、あっという間に3オフェンスファウルを奪って一時ベンチへ追い込んだ。しかしその立花に感化されて昔のように猪突猛進なプレーが見え始めたことから自身も交代させられる。再出場してからはスクリーンや囮役をこなすようになった立花の変化に驚きつつも、冷静さを取り戻して葉山崎の勝利に貢献した。「イッちゃうぞバカヤロー」という掛け声を持つ。
井上高（いのうえ たかし）
葉山崎高校男子バスケットボール部所属→印殿場大学？。2年生　187センチ　SF　背番号6
攻守にバランスがよい選手。SFとしては高さがあり、ミスマッチを作り出すことができる。シュートレンジも広くスリーポイントも難なく決めることができる。のんびりした性格で語尾に「だもの。」をつける癖がある。美濃輪とは2軍時代からの親友。1年時冬に髪型をボウズからモヒカンにする。自身のニックネームは「ロットン（腐った）井上」
成瀬巧（なるせ たくみ）
葉山崎高校男子バスケットボール部所属→手塚学院大学。2年生　182センチ　SG 背番号5
中学時代に高岩と対戦しており、高岩を抑え込むほどの高いディフェンス力を備えていたが、寡黙で暗い性格からチーム内で孤立していた。それゆえ実力はあるにもかかわらずパスを貰えず、試合に出場することも減っていた。高校では入学当初はバスケ部に入っていなかったが、1年時の体育の時間に高岩と再会。高岩に勧誘される形で入部する。1年間2軍を経験するが、3年生引退後の初めての練習試合で6スティール・9ブロック・24得点と爆発的な活躍を見せた。ディフェンスだけでなく、バンクショットでのスリーポイントシュートも得意とする。性格が正反対な美濃輪とは非常に仲が悪い。
高校入学に伴い中学までの「メガネボーズ」であった外見をイメチェン。本人曰く「意外と楽しい」。
平本実（ひらもと みのる）
葉山崎高校男子バスケットボール部所属。1年生　184センチ　C　背番号9
柊とはミニバス時代のチームメイトであり、当時は背が小さかった。国府津との練習試合の際には相手をナメてかかっていたが、逆に柊に実力を見せつけられる結果となる。試合中にイライラを募らせ、柊相手にラフプレーを行ってしまう。そして試合後は悔しさの余り涙を流す。その後全国を経験し3年生引退後はスタメンを獲得したことで自信を手にいれ、以後は冷静にプレーするようになった。国府津との試合ではジャンプボールの際に山崎を挑発するなど、やや言い過ぎる傾向はあるものの、以前のようにあからさまに相手を見下す様子はなくなっている。1年生ながらIHに出場したり、3年生引退後はスタメンとして定着したりと、監督から期待されている様子。
柊賢人（ひいらぎ まさひと）
声 - 岸野幸正
柊仁成の父親であり、葉山崎高校男子バスケットボール部顧問。仁成を兄と同じように一流プレーヤーとして育てたいと思っており、口うるさく干渉するのも仁成を思ってのこと。仁成が葉山崎ではなく国府津に入学した当初は、仁成を見放すような態度をとっていたが、物語後半では自分なりの道を歩んでいる仁成を認めているようである。

#### その他の人々
柊拓也（ひいらぎ たくや）
声 - 野島健児
柊仁成の兄。手塚学院大学2年生。華麗なる大器と呼ばれる。仁成に対しては父とほぼ同様の態度をとっている。

### 剣崎高校
高柳学（たかやなぎ がく）
声 - 櫻井孝宏
三浦浜高校→剣崎高校2年。　185センチ　SF
立花とは幼馴染で小学生の時に立花の家の近所に住んでいた。立花にバスケを教えた人物である。上昇志向が強く、試合に負けても悔しさを感じないチームメイトに対して苛立っており、それは勝ちに貪欲でない立花に対しても同様であった。ある日引っ越すことになり、立花に別れを告げないまま転校する。
高校2年の時に国体補欠選手選抜合宿に呼ばれ、柊を連れ戻しに合宿所にやってきた立花と再会する。柊とともに選抜合宿チームとして国府津と対戦する。実力は立花が1on1で負けっぱなしだったほどであり、プレーの完成度が高い。合宿メンバーの中でも、柊とともに抜きん出た実力を持っており、合宿終了後に国体補欠選手に選出される。その後、国体補欠選手選抜合宿のコーチであった小畑に勧誘されて、レベルの高い場所でバスケをするために剣崎高校に転校する。小畑曰くプロフェッショナルタイプのプレーヤー。
原田徹（はらだ とおる）
剣崎高校1年。　179センチ　PF　
東本とは中学時代の同級生であり、中学時代はチームのエースセンターとして、東本とともにチームを県ベスト4に導いた。しかし試合中のアクシデントでアキレス腱を断裂しバスケを諦めてしまう。高校はバスケ部が無い所に入学し、怪我の原因となった東本を恨み、治療費と称して東本にタカることを続けていたが、立花に諭され東本と和解した後にはバスケを再び始めた。ポストプレイを得意としており、中学時代は神奈川ベスト5に選ばれたこともある。
剣崎高校の小畑監督とは中学時代に面識があり、国体補欠選手選抜合宿に参加。その後バスケを続けるために剣崎高校に転校する。国府津の試合には憎まれ口を叩きながらも高柳とともに応援に訪れている。引退後は予備校で勉強する様子が見られる。
小畑茂（おばた しげる）
声 - 柳沢栄治
剣崎高校男子バスケットボール部顧問。合宿を通じて選手の引き抜きを行うという噂が広まっている。しかし、それは実力がありながらもくすぶっているプレーヤーに、いい環境を与えてやりたいと思ってのこと。その言葉通り、高柳や原田を獲得して迎えた神奈川県大会では決勝リーグ初出場を果たしている。

## 作品舞台
既に記述の通り、神奈川県小田原市国府津周辺が舞台となっており、作品中にも国府津駅、国道一号線、湘南平などの描写がある。

## OVA
『I'll/CKBC』のタイトルで、2002年から2003年にかけて発売された。全2巻。

### スタッフ
- 原作 - 浅田弘幸「I'll」（集英社『月刊少年ジャンプ』連載中）
- 監督・絵コンテ - 川崎逸朗
- 脚本 - 高橋美幸
- キャラクターデザイン - 関口可奈味
- 美術監督 - 八木琴美
- 色彩設計 - 片山由美子
- 撮影監督 - 平野竜士
- 編集 - 森田清次
- 音響監督 - 百瀬慶一
- 音楽 - 池頼広
- プロデューサー - 鯰江麻実子
- アニメーション制作 - M.S.C
- 製作 - SME・ビジュアルワークス

### 主題歌
共にエンディングテーマ。
「右手」（第1巻）
作詞・作曲 - 細美武士 / 歌 - ELLEGARDEN
「風の日」（第2巻）
作詞・作曲 - 細美武士 / 歌 - ELLEGARDEN

### 各話リスト
| 話数 | サブタイトル                                  | 演出              | 作画監督   | 発売日         |
| ---- | --------------------------------------------- | ----------------- | ---------- | -------------- |
| #1   | 十字路、いつかの景色 Standing Cross Road      | 川崎逸朗          | 芝美奈子   | 2002年12月18日 |
| #2   | 少年達が空を見上げた日 Primitive Rude Flowers | 川崎逸朗 橋本昌和 | 関口可奈味 | 2003年3月26日  |